# Ayşegül Pehlivanlar
Ayşegül Pehlivanlar, née le 5 décembre 1979, est une tireuse sportive handisport turque concourant en catégorie SH1 pour les athlètes pouvant porter l'arme eux-mêmes. Elle détient deux médailles paralympiques : le bronze en 2016 et l'argent en 2020.

## Biographie
Elle est paralysée à la suite d'un accident de la route qui endommage sa colonne vertébrale et l'oblige à utiliser un fauteuil roulant depuis.

## Carrière
Pehlivanlar est sélectionnée aux Jeux paralympiques d'été de 2016 après sa médaille d'or lors de l'étape de la Coupe du monde de tir à Fort Benning. Là, elle obtient la médaille de bronze au tir au pistolet à 10 m SH1. Lors des Jeux de 2020, elle monte sur la marche supérieur et remporte l'argent derrière l'Iranienne Sareh Javanmardi.

## Palmarès

### Jeux paralympiques
- médaille d'argent au tir au pistolet à 10 m SH1 aux Jeux paralympiques d'été de 2020 à Tokyo
- médaille de bronze au tir au pistolet à 10 m SH1 aux Jeux paralympiques d'été de 2016 à Rio de Janeiro